# Proastiakos Atenas
La red de Proastiakos Atenas (en griego: Προαστιακός Αθήνας) es un servicio ferroviario de trenes de cercanías, que comunica la ciudad de Atenas con su área metropolitana y las principales poblaciones de la periferia de Ática y áreas de las periferias de Grecia Central y Peloponeso.
La primera línea conectaba la estación de Atenas con el aeropuerto internacional de Atenas durante los Juegos Olímpicos de 2004. Luego, la red se extendió a Corinto, Pireo y Kiato, recientemente se añadieron itinerarios hacia Calcis.

## Líneas y estaciones

### Rutas
La red de Proastiakos de Atenas contiene cuatro líneas:
| Nombre | Ruta                                          | Año de apertura | Longitud | Estaciones |
| ------ | --------------------------------------------- | --------------- | -------- | ---------- |
| 1      | Pireo - Atenas - Aeropuerto de Atenas         | 2004            | 49 km    | 19         |
| 2      | Pireo - Atenas - Ano Liosia - Corinto - Kiato | 2005            | 122 km   | 20         |
| 3      | Atenas - Oinoi - Calcis                       | 2017            | 83 km    | 19         |
| 4      | Ano Liosia - Aeropuerto de Atenas             | 2017            | 30 km    | 12         |

### Estaciones mayores con correspondencias
El tren de cercanías de Atenas está conectado con otros transportes ferroviarios (regionales, interurbano o metropolitana) en las siguientes estaciones:
- Pireo: estación terminal con correspondencia con línea 1 del metro de Atenas
- Atenas: correspondencia con trenes interurbanos y regionales y  línea 2 del metro de Atenas
- S.K.A.: correspondencia con trenes suburbanos, interurbanos y regionales
- Oinoi: correspondencia con trenes interurbanos y regionales
- Ano Liosia: estación terminal con correspondencia con trenes suburbanos
- Neratziotissa: correspondencia con línea 1 del metro de Atenas
- Doukissis Plakentias:correspondencia con línea 3 del metro de Atenas
- Pallini: estación compartida con línea 3 del metro de Atenas
- Paiania-Kantza: estación compartida con línea 3 del metro de Atenas
- Koropi: estación compartida con línea 3 del metro de Atenas
- Aeropuerto: estación terminal y compartida con línea 3 del metro de Atenas